# Meganoton thielei
Meganoton thielei är en fjärilsart som beskrevs av Huwe 1906. Meganoton thielei ingår i släktet Meganoton och familjen svärmare. Inga underarter finns listade i Catalogue of Life.